# Villota del Páramo
Villota del Páramo es un municipio y localidad española en la Provincia de Palencia comunidad autónoma de Castilla y León. Enclavado en la comarca natural Vega-Valdavia, con centro en Saldaña.

## Geografía

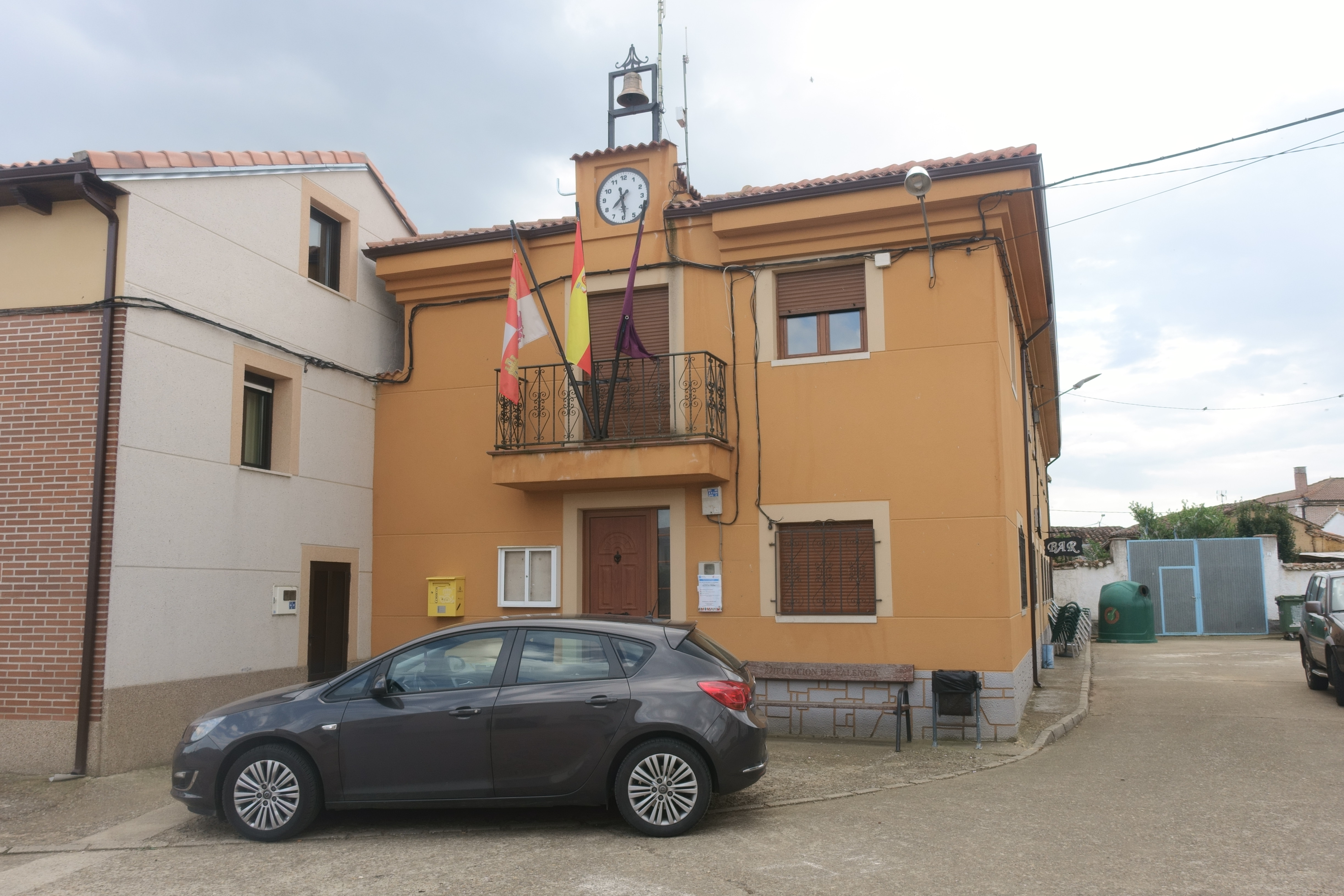
Casa consistorial

Su término también comprende las pedanías de:
- Acera de la Vega
- San Andrés de la Regla
- Villosilla de la Vega

## Geografía humana

### Demografía
Cuenta con una población de 299 habitantes (INE 2024).
| Gráfica de evolución demográfica de Villota del Páramo entre 1842 y 2021 |
| |
| Población de derecho según los censos de población del INE Población de hecho según los censos de población del INEEntre el censo de 1887 y el anterior, aparece este municipio porque cambia de nombre y desaparece el municipio 34519 (Villosilla de la Vega) Entre el censo de 1857 y el anterior, este municipio desaparece porque se integra en el municipio 34519 (Villosilla de la Vega) |